# 入れ詞
入れ詞（いれことば）とは、各音節のあいだに別の音節を挿入して、無意味な文章をつくりだす遊び。また、そのような文章。挟み詞（はさみことば）、唐言（からことば）、入れ子詞とも言う。江戸時代に遊里の隠語として使用されはじめ、のちに言葉遊びとして広まった。

## バビ語
バビ語（ばびご）は、入れ詞の一種である。言葉の間に「ばびぶべぼ」を入れるもので、付け足す音は直前の音と母音が揃っているという決まりがある。「ん」には「ぶ」を適用する。「あいうえお」は「あば・いび・うぶ・えべ・おぼ」となり、例えば「こんにちは」であれば「こぼんぶにびちびはば」、「ありがとう」であれば「あばりびがばとぼうぶ」となる。「バビブベボ言葉」とも言う。
東京を中心に（1975年時点で）古くから流行り廃りを繰り返している言葉遊びである。
歌手の森昌子は、桜田淳子、山口百恵と共に「花の中三トリオ」として人気を博していた1970年代初頭に、2人との会話を盗み聞きされることが日常茶飯事だったことから嫌気がさし、3人で「私たちにしか分からない言葉を作ろう」とバビ語を使い始めたという。最初は中三トリオだけの秘密の言葉としていたが、広まっていったという。森は、百恵が三浦友和と交際していた時の話もバビ語で報告を受けていた。
1975年には、ハウス食品工業「ハウスシャンメン そばゲッティ」のCMで、佐藤佑介と服部ヒロエが「そばゲッティ すぶきび?」「おぼいびしびいび!」と掛け合いをするというものが放送された。単に「おいしい」と言うのではありきたりということで、当時流行し始めていたバビ語を採用したという。
1996年から放送されたバラエティ番組『超次元タイムボンバー』では、読み上げられるバビブベ言葉を聞き取って元の言葉に戻す「バビブベボンバー」というクイズが行われていた。この番組のルールでは「ん」の直後には何も足されない。
日向坂46の齊藤京子もバビ語を使用することができ、同グループのキャプテン佐々木久美はバビ語をリスニングすることができる。

## 用例と出典
- 今深川などにて専（もつぱら）いふ入レ詞（ことば）にして「……ホコレケタカ」などいふごとし。 --- 山中共古 『砂払（上）』 岩波文庫 ISBN 978-4003025215 24頁
- 「ダカレケダカ、ダカレケダカ。」 --- 泉鏡花 『薄紅梅』 中公文庫 ISBN 978-4122019713 10頁
- 「まバえベにビ、おボらバんブどボるブじビんブのボかバてベいビきょボうブしビがバいビてベねベ。（以下略）」 --- ブランド作 矢川澄子訳 『ふしぎなマチルダばあや』 学習研究社 ISBN 978-4051000363 51頁

## 関連音源
- エトセトラ「あバいビしビてベ」「すブきビなバのボ」（1970年、キングレコード、規格品番：BS-1274）
- トライアングル「恋はてっきりバ・ビ・ブ・ベ・ボ」（1980年、CBS・ソニー、規格品番：07SH-857）
- ダウン・タウン・ブギウギ・バンド「カッコマン・ブギ」
- 松居直美「バビブベBOY」（1984年、フィリップス・レコード、アニメ「まんがどうして物語」OP）